# BSS段
在采用段式内存管理的架构中，BSS段（bss segment）或DATA?段（data? segment）通常是指用来存放程序中未初始化的全局变量的一块内存区域。BSS是英文Block Started by Symbol的简称。BSS段属于静态内存分配。.bss section 的空間結構類似於 stack

## 特征
静态变量、未显式初始化、在变量使用前由运行时初始化为零。